# Marles Asencio
Marlens Mishel Azucena Asencio Peralta (ur. 29 grudnia 1991) – gwatemalska zapaśniczka walcząca w stylu wolnym. Zajęła dziewiąte miejsce na mistrzostwach panamerykańskich w 2013. Mistrzyni igrzysk Ameryki Środkowej w 2013 roku.